# Колосово (Московская область)
Колосово — деревня в городском округе Клин Московской области России.

## Население
| 1852 | 1859 | 1886 | 1899 | 1926 | 2002 | 2006 | 2010 |
| ---- | ---- | ---- | ---- | ---- | ---- | ---- | ---- |
| 631  | ↘529 | ↗725 | ↗871 | ↘612 | ↘94  | ↘74  | ↘70  |

## География
Деревня Колосово расположена на северо-западе Московской области, в центральной части городского округа Клин, в 3 км к северо-западу от окраины города Высоковска, на одном из истоков реки Ямуги, высота центра над уровнем моря — 221 м. В деревне 8 улиц, зарегистрировано 13 садоводческих некоммерческих товариществ (СНТ). Ближайшие населённые пункты — примыкающее на юго-востоке Голышкино, Ловцово на востоке и Третьяково на юго-западе.

## История
В середине XIX века в деревне Колосово государственных имуществ 2-го стана Клинского уезда Московской губернии было 63 двора, крестьян 294 души мужского пола и 337 душ женского.
В «Списке населённых мест» 1862 года — казённая деревня 1-го стана Клинского уезда по правую сторону Волоколамского тракта, в 12 верстах от уездного города и 30 верстах от становой квартиры, при речке Вяз и пруде, с 79 дворами и 529 жителями (240 мужчин, 289 женщин).
В 1886 году насчитывалось 113 дворов, проживало 725 человек.
В 1899 году деревня с 871 жителями входила в состав Селинской волости Клинского уезда.
По данным на 1911 год число дворов составляло 150, в деревне было земское училище и 4 чайные лавки.
По материалам Всесоюзной переписи населения 1926 года — административный центр Колосовского сельсовета Владыкинской волости Клинского уезда в 1,1 км от Клинско-Волоколамского шоссе и 4,3 км от станции Высоково Октябрьской железной дороги; проживало 612 человек (294 мужчины, 318 женщин), насчитывалось 128 хозяйств, из которых 117 крестьянских.
С 1929 года — населённый пункт Московской области в составе:
- Колосовского сельсовета Клинского района (1929—1939);
- Колосовского сельсовета Высоковского района (1939—1954);
- Масюгинского сельсовета Высоковского района (1954—1957);
- Масюгинского сельсовета Клинского района (1957—1963, 1965—1994);
- Масюгинского сельсовета Солнечногорского укрупнённого сельского района (1963—1965);
- Масюгинского сельского округа Клинского района (1994—1995);
- Шипулинского сельского округа Клинского района (1995—2006)[19][20];
- городского поселения Высоковск Клинского района (2006—2017)[21];
- городского округа Клин (с 2017).